# Ola Bäckström med Hans Röjås, Carina Normansson, Stefan Ekedahl & Björn Tollin
Ola Bäckström med Hans Röjås, Carina Normansson, Stefan Ekedahl & Björn Tollin är ett debutalbum av Ola Bäckström, utgivet 1994 av Giga Folkmusik. Skivan består mestadels av låtar från Ore i Dalarna, där för övrigt Bäckström kommer ifrån.

## Låtlista
Alla låtar är traditionella om inget annat anges.
1. "'Getingen', polska efter Hans Dalfors" – 2:55
2. "Ebbas brudpolska" (Ola Bäckström) – 2:45
3. "Peacock's Feather, Hornpipe från Irland" – 1:49
4. "Klimpen" (Timas Hans Hansson) – 2:34
5. "Molnbyggen" (Ola Bäckström) – 3:20
6. "'Allär är ä...', polska från Rättvik" – 1:59
7. "Bingsjö långdans" – 2:30
8. "Balkanpolskan" (Ola Bäckström) – 2:21
9. "Tralalavalsen" (Ola Bäckström) – 2:17
10. "'Tordyveln', polska efter Timas Hans" – 1:54
11. "Olas d-mollpolska" (Ola Bäckström) – 2:16
12. "Timas Hans storpolska" – 3:54
13. "Slagpolska" (Ola Bäckström) – 3:19
14. "Marsch efter 'Pisten'" – 2:14
15. "Enkronaspolskan efter Omas Per" – 2:12
16. "Konan" (Ola Bäckström) – 2:38
17. "Polska efter 'Pisten'" – 1:35
18. "Polska efter Knuter Jon" – 2:32
19. "Polska efter Dalfors" – 2:56
20. "Modalschottis" (Ola Bäckström) – 2:46
21. "Se på TV" (Ola Bäckström) – 3:04
22. "Polska efter 'Pisten' och 'Travaren'" – 2:13

Total tid: 57:22

## Medverkande
- Ola Bäckström — fiol, bosoki, gitarr
- Hans Röjås — fiol
- Carina Normansson — fiol
- Stefan Ekedahl — säckpipa, cello
- Björn Tollin — tamburin